# 郡山ミュージック劇場
郡山ミュージック劇場（こおりやまミュージックげきじょう）は、かつて福島県郡山市本町にあったストリップ劇場。

## 歴史
2008年9月末日に一時閉館。閉館時にはウェブサイトに「経営者募集」との案内が出ていた。その後、2009年3月21日に再開。しかし、2009年11月1日から休館。2010年4月21日の営業再開が予告されていたが、結局再開されず、照明器具などがライブシアター栗橋に移され、従業員も栗橋で働いている。建物は解体されて住宅や駐車場となっている。

## 特徴
客席数は約50。ポラロイドショーでは業界初のモバイルショットとして、持参してきたカメラ付き携帯電話を使用して衣装を身に着けた踊り子を撮影する事ができた。
もともとSHOW-UP大宮劇場を拠点にしていた林企画所属の踊り子が、SHOW-UP大宮劇場の閉館後はこの劇場をホームにしていた。

## 主な所属ストリッパー
- 永瀬ゆら
- 姫野紗雪
- 美樹うらら
- 御幸奈々
- 森口美希
- 卯月朱美

## 交通アクセス
- 東日本旅客鉄道（JR東日本）郡山駅から徒歩約15分
- 東北自動車道 郡山インターチェンジから車で約15分